# Нюкейк
Нюкейк (нід. Nieuwkuijk) — село в нідерландській провінції Північний Брабант. Входить до муніципалітету Гесден.
Його площа становить 3,40 км², а населення станом на 2021 рік складало 2 095 осіб.
Перша згадка про населений пункт датується 1383 роком.
До 1935 року мало статус окремого муніципалітету.

## Галерея

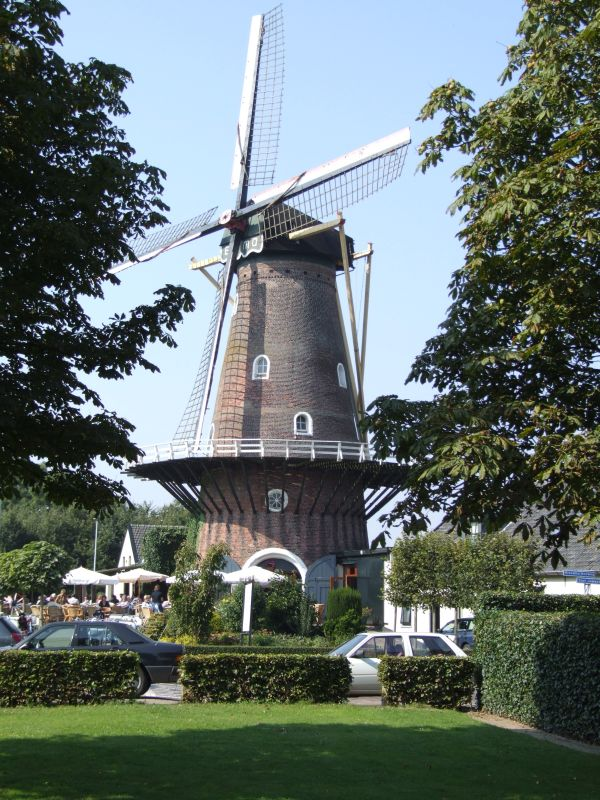
Вітряк Emmamolen
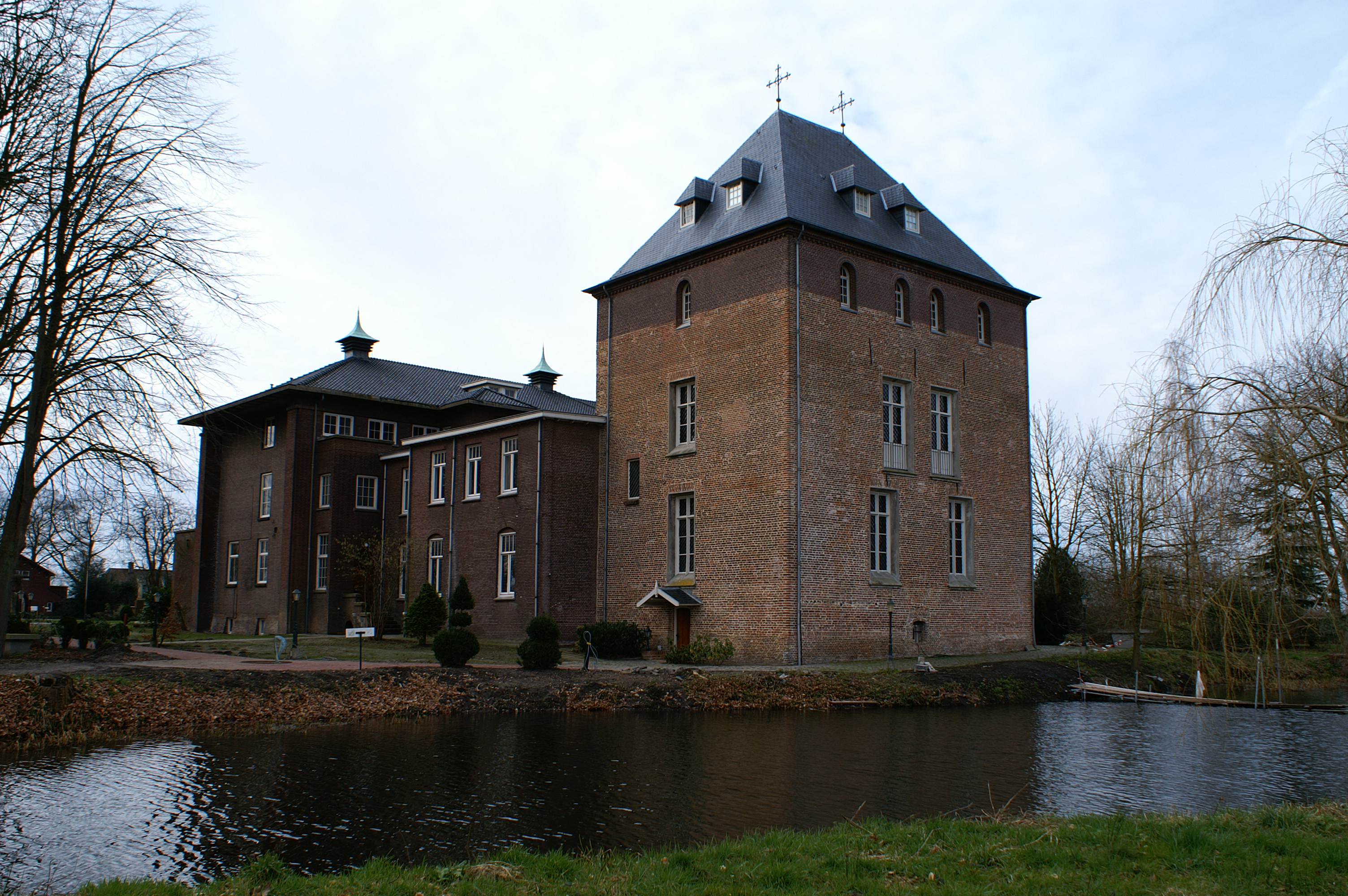
Замок Onsenoort
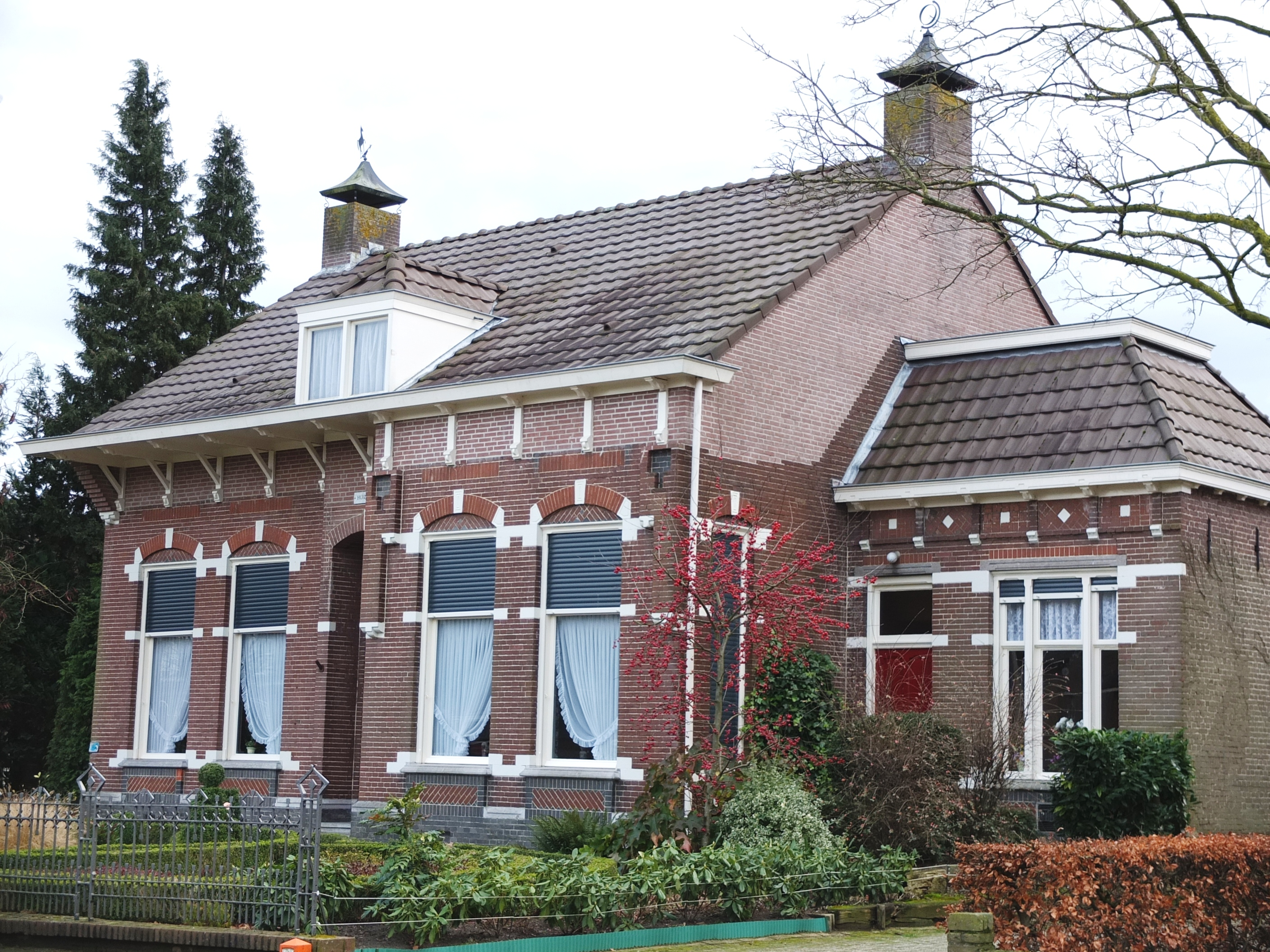
Будинок у Нюкейку
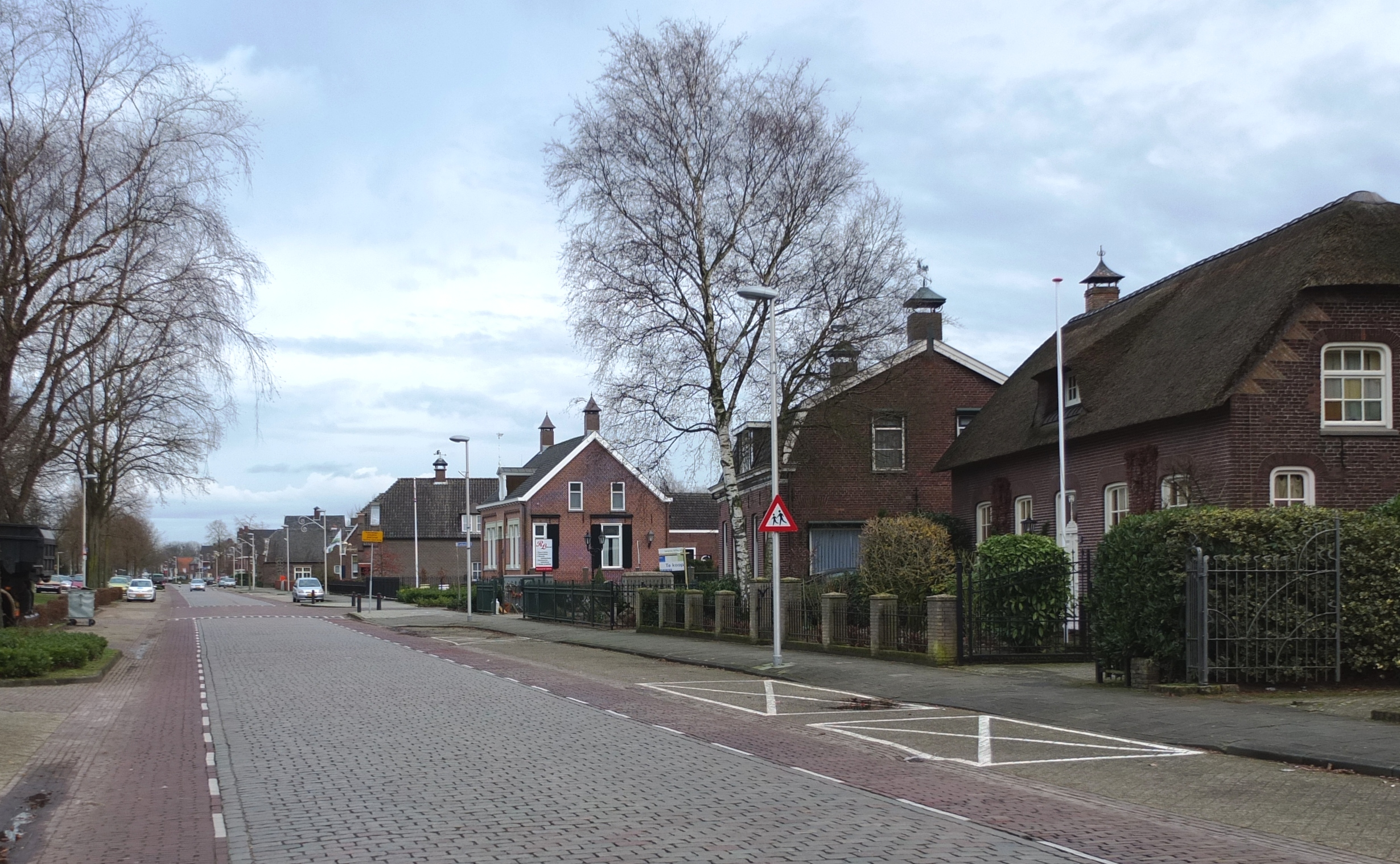
Сільська вулиця